# Buddy Hackett
Buddy Hackett es el seudónimo artístico de Leonard Hacker (Nueva York, 31 de agosto de 1924 - Malibú, 30 de junio de 2003) fue un humorista y actor estadounidense.
En sus últimos años fue conocido por haber establecido junto a su esposa el Santuario Animal Singita en el Valle de San Fernando (estado de California).

## Inicios
Hackett era uno de los dos hijos de una familia judía del distrito neoyorquino de Brooklyn.
Su madre, Anna (de soltera Geller), trabajaba en el sector de la confección, mientras que su padre, Philip Hacker, era tapicero de muebles e inventor a tiempo parcial.
De niño, Hackett sufrió parálisis de Bell (parálisis facial periférica), cuyos efectos persistentes contribuyeron a su pronunciación y expresión facial tan características.
Hackett creció frente a la escuela pública 103, en la calle 54 y la avenida 14 de Borough Park (Brooklyn), y participó activamente en el equipo universitario de fútbol y en el club de teatro del instituto New Utrecht.
Mientras estudiaba, Hackett trabajó como «tummler» (en idioma ídish, ‘creador de tumultos’) entreteniendo a los huéspedes de los complejos turísticos de Catskills Borscht Belt, donde empezó a hacer monólogos ―utilizando el seudónimo Butch Hacker― en los clubes nocturnos de los complejos.
Apareció por primera vez en el Golden Hotel de Hurleyville (estado de Nueva York). Años más tarde afirmó que en ese lugar no había conseguido ni una sola carcajada.
Tras graduarse en el instituto en 1942, Hackett se alistó en el Ejército de los Estados Unidos y sirvió durante tres años en una batería de defensa antiaérea durante la Segunda Guerra Mundial (1939-1945).

## Trayectoria
Tras la guerra, Hackett obtuvo su primer trabajo en el Pink Elephant, un club de Brooklyn. En este local adoptó el nombre artístico de Buddy Hackett.
Hizo actuaciones en Los Ángeles (estado de California), y en Las Vegas (estado de Nevada), además de proseguir con su actividad en los centros turísticos de las montañas Catskills. 
Fue actor teatral en Broadway, en la obra Lunatics and lovers, siendo descubierto allí por Max Liebman, que le dio la oportunidad de intervenir en dos especiales televisivos. 
Liebman produjo una serie televisiva exclusiva para él, Stanley, que supuso el inicio de la carrera de su compañera de reparto, Carol Burnett.
A finales de los años 40 Jules White, amigo de Hackett, le dio la posibilidad de reemplazar a Curly Howard en Los tres chiflados, ya que Curly había sufrido un ACV (ataque cerebrovascular), pero Hackett finalmente renunció al papel.
La carrera cinematográfica de Hackett se inició en 1950 con una producción de Columbia Pictures de 10 minutos dentro de la serie "World of Sports", y titulada «King of the pins». El film era una demostración de las técnicas de bowling, con un experto llevando a cabo los movimientos correctos, y con Hackett haciendo mediante pantomima los incorrectos. Hackett no volvería al cine hasta 1953, gracias a la atención recibida por uno de los números que llevaba a cabo en un nightclub, el titulado "The Chinese Waiter". Tuvo tanto éxito que lo grabó y fue contratado para interpretarlo en el musical de 1953 Walking My Baby Back Home, producido por Universal-International. 
Hackett fue sustituto de emergencia de Lou Costello en 1954. Bud Abbott y Lou Costello tenían previsto rodar la comedia Fireman, Save My Child, con la intervención de Spike Jones y sus City Slickers. Ya se habían rodado varias escenas cuando Costello hubo de retirarse por causas médicas. Universal-International salvó el proyecto contratando a Hugh O'Brian y a Hackett para llevar a cabo los papeles de Abbott y de Costello. Jones fue la atracción principal del film.

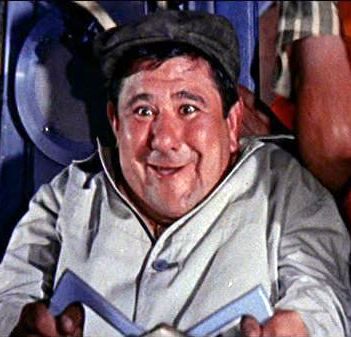
Buddy Hackett en un fotograma del tráiler de El mundo está loco, loco, loco.

El 12 de junio de 1955, Buddy Hackett se casó con Sherry Cohen.
Hackett se hizo conocido del gran público cuando actuó en televisión en las décadas de 1950 y 1960 como frecuente invitado de shows como los de Jack Paar y Arthur Godfrey. En esa época también fue panelista en What's My Line?. En 1960 intervino como él mismo en un episodio de la producción de la NBC Dan Raven, protagonizada por Skip Homeier. Hackett también fue asiduo del concurso Hollywood Squares a finales de los años sesenta.
Hackett también ganó fama gracias a su papel en la exitosa película de 1963 El mundo está loco, loco, loco.
Tras actuar en Broadway en la obra I Had a Ball, Hackett trabajó con Robert Preston en la adaptación cinematográfica rodada en 1962 de The Music Man. A los niños también se les hizo familiar su figura tras encarnar al mecánico Tennessee Steinmetz en la película de Walt Disney Pictures The Love Bug (1968). Así mismo fue sustituto de Art Carney en The Jackie Gleason Show, y en 1958 había actuado en el film God's Little Acre. En esa época solía trabajar como artista invitado en shows de variedades y en sitcoms como Boy Meets World, esta en su cuarta temporada.

## Carrera posterior
En 1978 Hackett sorprendió a muchos con una actuación dramática, encarnando a Lou Costello en el telefilm Bud and Lou, en el cual Harvey Korman interpretaba a Bud Abbott. 
En los años setenta Hackett participó con regularidad en diversas campañas publicitarias televisivas, siendo la más conocida de ellas la que hizo entre 1968 y 1971 para Lay's. 
Hackett también protagonizó la película de 1980 Hey Babe!, junto a Yasmine Bleeth, entonces con 13 años de edad en su primera actuación cinematográfica.
Su última actuación cinematográfica tuvo lugar dando voz a Scuttle, una gaviota, en el film de The Walt Disney Company La sirenita (1989) y en su secuela La sirenita 2: regreso al mar (2000). Hackett también participó en la serie Action, con Jay Mohr. Con Mohr coincidió también en el show Last Comic Standing.
Por su contribución a la industria cinematográfica, a Hackett se le concedió una estrella en el Paseo de la Fama de Hollywood, en el 6834 de Hollywood Boulevard.
En abril de 1998 Hackett fue artista invitado en un episodio de LateLine titulado "Buddy Hackett." En el episodio participaban Robert Reich y Dick Gephardt homenajeando a Hackett.

## Fallecimiento
Buddy Hackett falleció en 2003 en Malibú, California, a los 78 años de edad.
Su hijo, Sandy Hackett, explicó que su padre había padecido diabetes, la cual se había agravado a causa de su obesidad. Sus restos fueron incinerados, y las cenizas entregadas a sus allegados.

## Filmografía

### Largometrajes
- Walking My Baby Back Home (1953)
- Fireman Save My Child (1954)
- God's Little Acre (1958)
- All Hands on Deck (1961)
- Everything's Ducky (1961)
- The Music Man (Vivir de ilusión) (1962)
- The Wonderful World of the Brothers Grimm (1962)
- El mundo está loco, loco, loco (1963)
- Muscle Beach Party (1964)
- The Golden Head (1964)
- The Love Bug (1968)
- The Good Guys and the Bad Guys (1969)
- Bud and Lou (1978) (Telefilme)
- Hey Babe! (1980)
- Loose Shoes (1980)
- Scrooged (1988)
- La sirenita (1989) Scuttle
- Paulie (1998)
- La sirenita 2: regreso al mar (2000) (directa a video) Scuttle

### Cortos
- King of the Pins (1950) (pantomima)
- The Shoes (1961)
- Jack Frost (1979) (corto de animación; voz de Pardon Me Pete)
- Mouse Soup (1992) (voz)